# Reina Mercedes
Reina Mercedes é um município de  quarta classe de renda municipal (d) na província Isabela, nas Filipinas. De acordo com o censo de 1 de maio  de  2020 possui uma população de 27 900 pessoas e 7 470 domicílios.